# Frederica Plunket
Frederica Louisa Edith Plunket (Condado de Louth, Irlanda, 1838-1886) fue una ilustradora, montañista y aristócrata irlandesa.

## Biografía
Sus padres fueron Thomas Plunket (1792-1866) y Louisa Jane Foster (1804-1893).
Con su hermana Katherine hizo cerca de 1200 imágenes de flores durante sus viajes al continente europeo, incluyendo a Francia, Italia, España y Alemania. Estas fueron presentadas en 1903 al Royal College of Science for Ireland y trasladadas al Museo Nacional de Irlanda. En 1970 pasaron al Jardín botánico nacional de Irlanda.
Plunket escribió un libro sobre montañismo y experiencias viajando por los Alpes en la década de 1870: Here and there among the Alps, publicado en 1875. Fue escrito para mujeres interesadas en el montañismo.